# 宝くじ号
宝くじ号（たからくじごう）は、日本宝くじ協会からの助成金で寄贈された自動車、あるいは鉄道車両である。

## 概要
日本宝くじ協会は、宝くじの売り上げ金の一部を普及宣伝費として預かっており、公共性の高い事業者、厳密には医療法人、社会福祉法人、鉄道事業者などの申請に応じて助成を行う。この助成金を基に購入した車両が宝くじ号である。
自動車の場合はレントゲン撮影や献血用の巡回車や入浴車、ノンステップバスなど福祉車両が該当する場合が多い。消防用車両も存在し、広報車などの主に防火普及啓発活動に使用される車両が主である。また、鉄道車両の場合は同じ路線で使用される他の鉄道車両より豪華な外観及び内装が特徴である。
日本宝くじ協会では主に宝くじの宣伝広告を目的としており、車体には必ず「宝くじ号」の標記がある。一方、鉄道事業者ではイベント用車としての特別の装備を施し、臨時列車や観光列車に使用されることも多い。

## 大型自動車

### バス
- 公営・民間路線バスのノンステップバス
  - 東京都交通局：1998年度購入車両の一部
  - 川崎市交通局：川崎病院線シャトルバスほか
  - 横浜市交通局：観光スポット周遊バス「あかいくつ」
  - 神戸交通振興：遊覧路線バス「シティー・ループ」
  - 名古屋市交通局：なごや観光ルートバス「メーグル」
  - 和歌山バス那賀：紀の川地域巡回バス・かつらぎ町コミニティバス
  - 長崎県交通局：雲仙特急用レトロバス

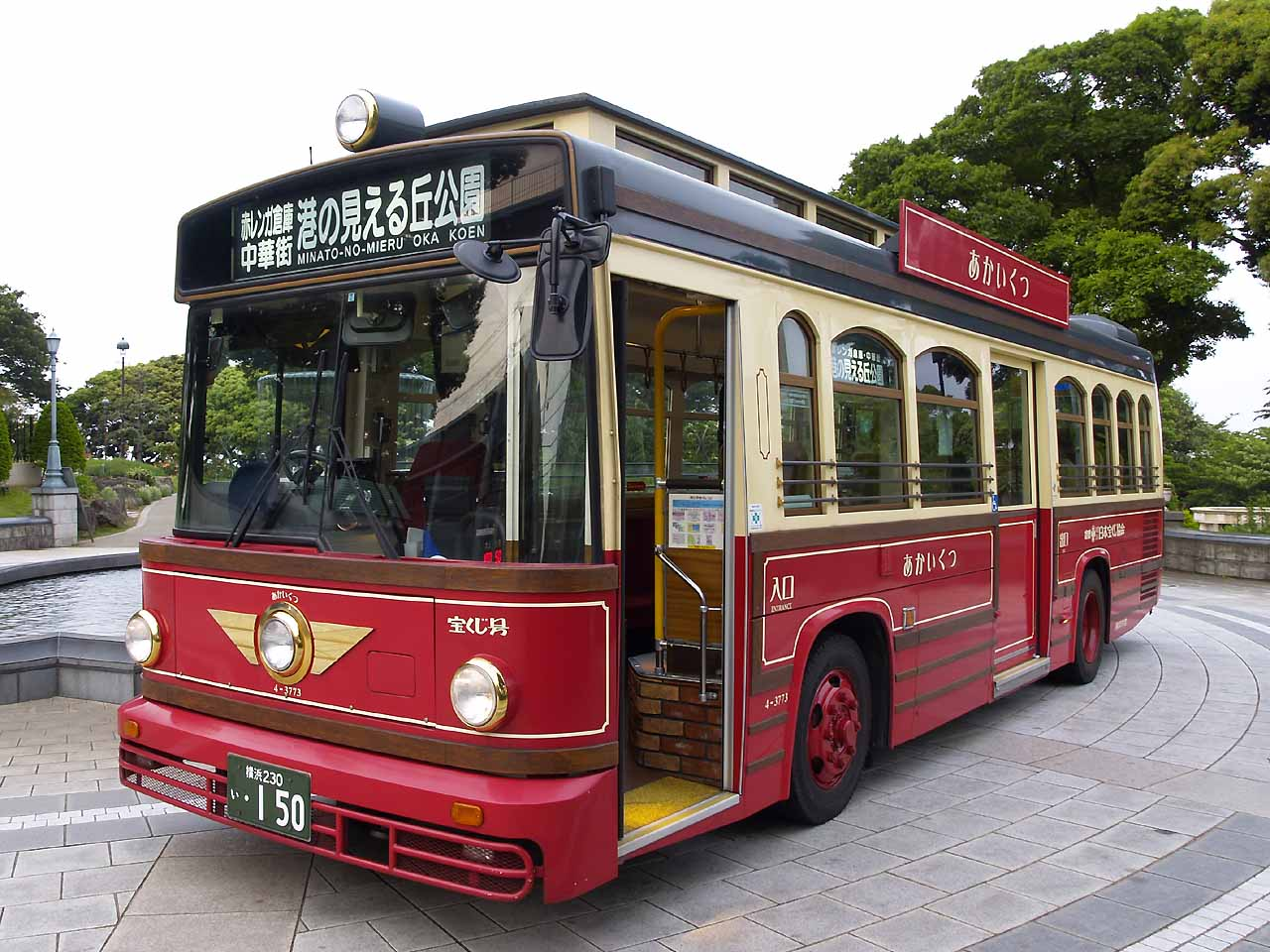
横浜市交通局 「あかいくつ」4-3773
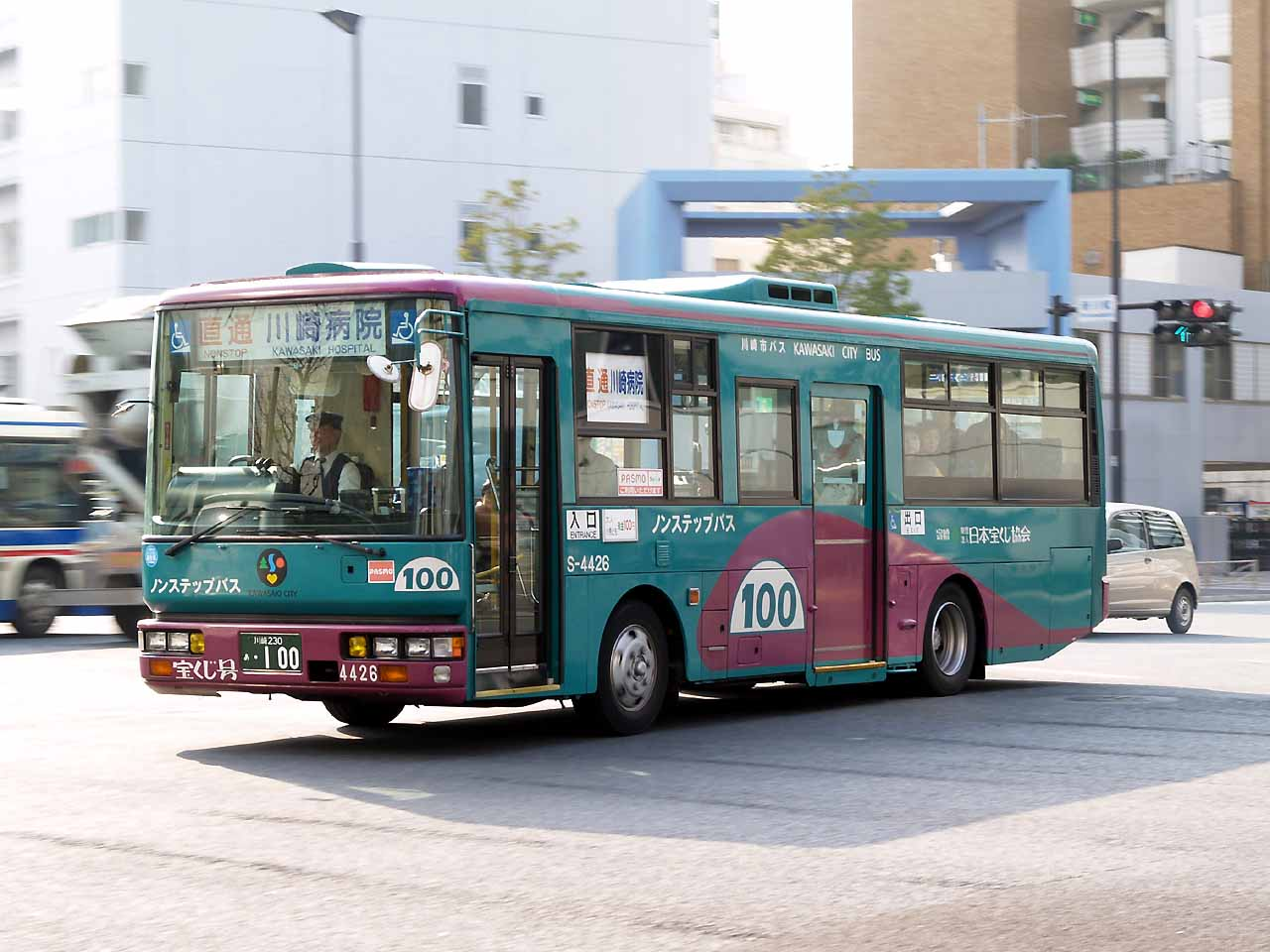
川崎市交通局 ノンステップバス S4426
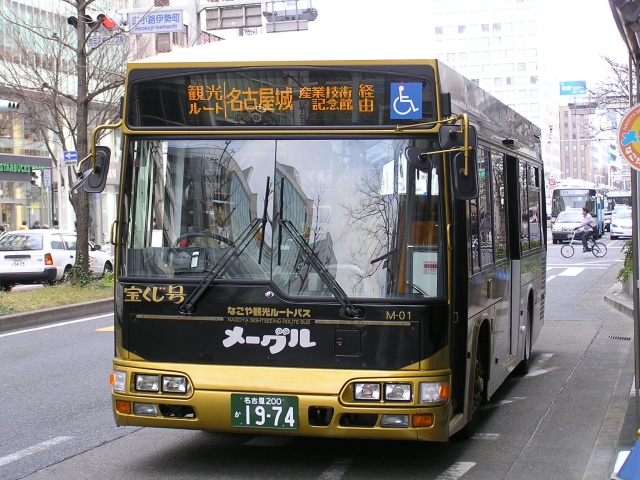
名古屋市交通局 「メーグル」M-01
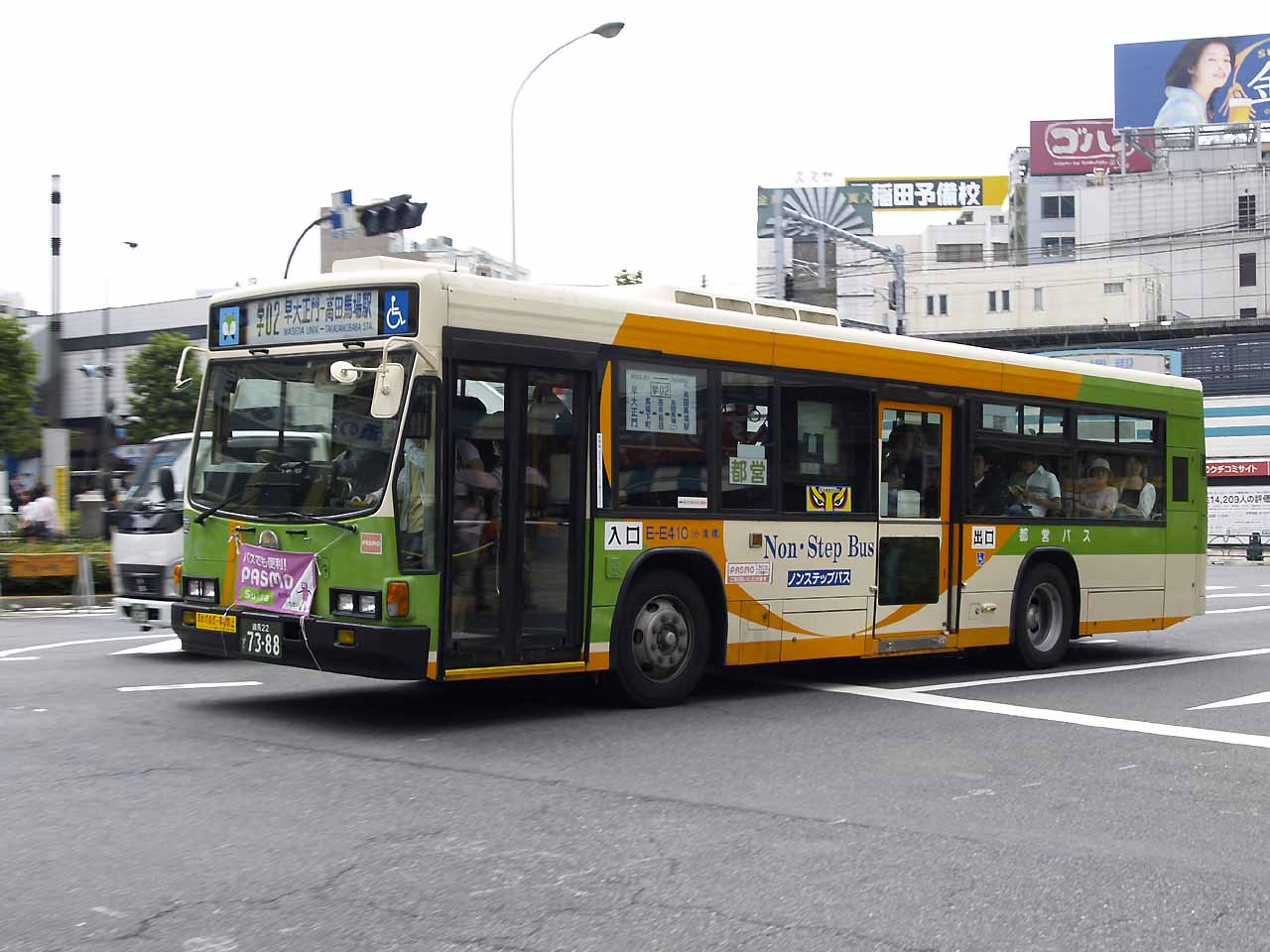
東京都交通局 ノンステップバス E-E410

### その他
- 移動図書館車

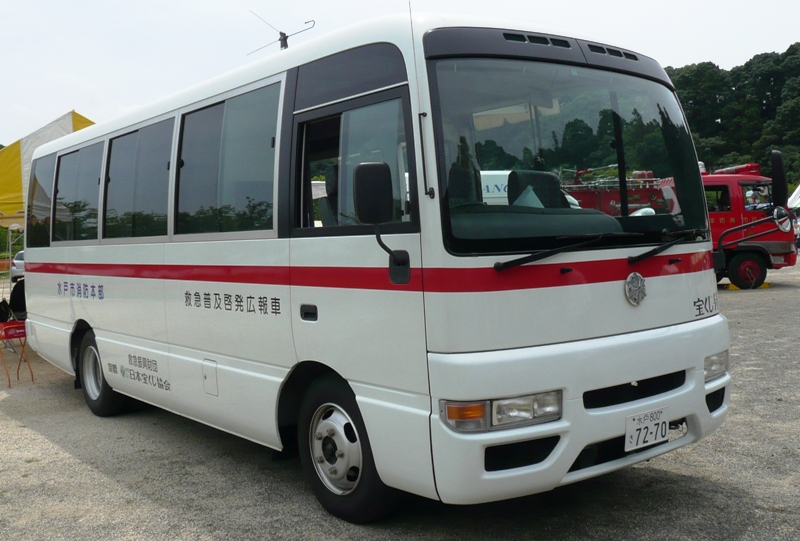
救急普及啓発広報車
- 中継車
- 採血車
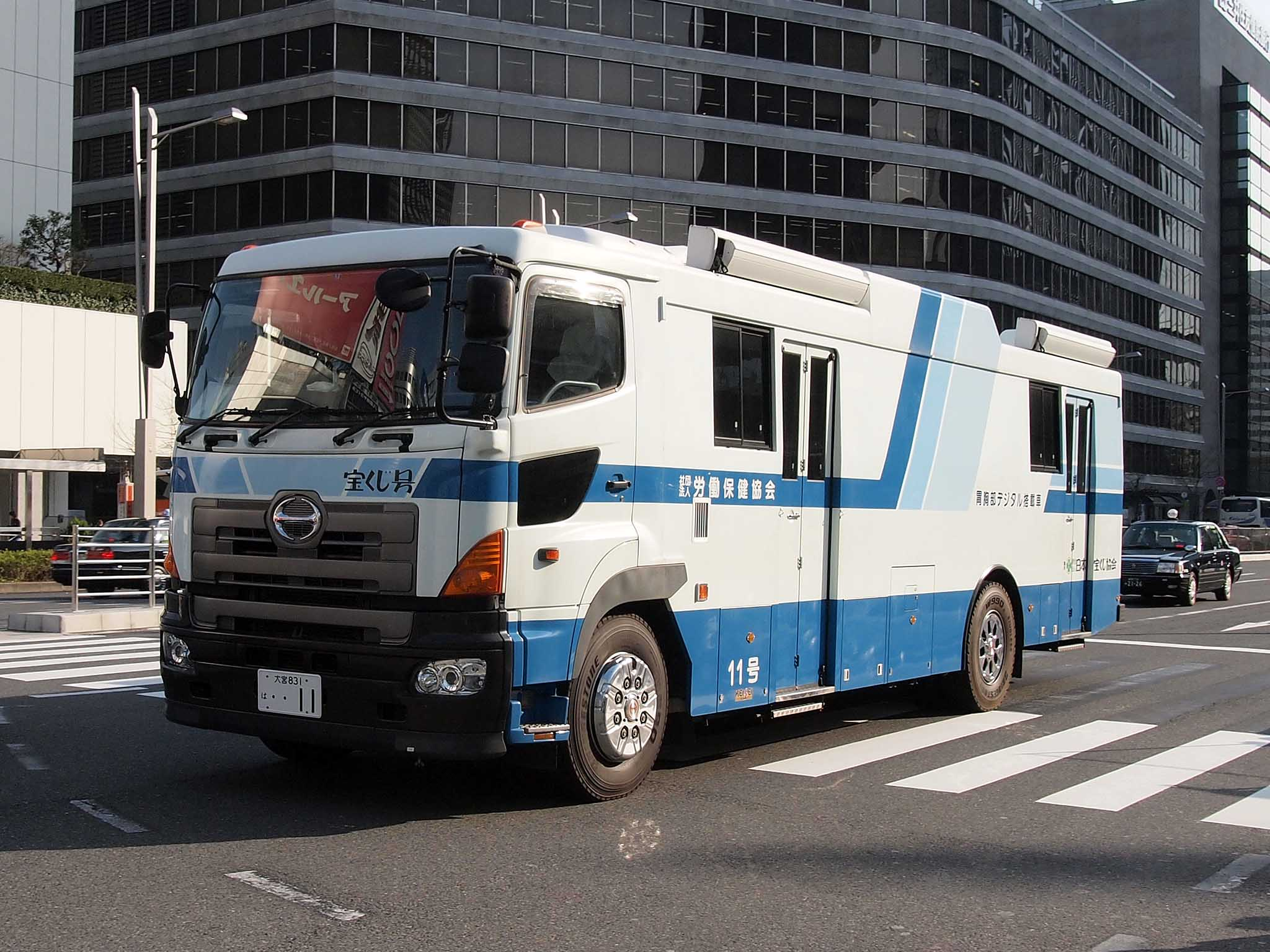
検診車

- 救急普及啓発広報車
- 検診車

## 鉄道車両

### 公営鉄道
- 東京都交通局30形・40形・9000形9001

### 第三セクター鉄道
- 秋田内陸縦貫鉄道AN-2000形
- 三陸鉄道36-601
- 由利高原鉄道YR-2000形（YR-2002）[1]
- 会津鉄道AT-300[2]・AT-400形[3]・AT-650形（AT-652）[4]
- 天竜浜名湖鉄道TH9200[5]
- 智頭急行HOT3521
- 若桜鉄道WT3301[6]
- 井原鉄道IRT355形100番台
- 阿佐海岸鉄道ASA-201[7]
- 土佐くろしお鉄道TKT-8021・9640-2S・9640-11[8]
- 甘木鉄道AR400形
- 松浦鉄道MR-500形
- 南阿蘇鉄道MT-3000形3010[9]、DB16形[10]
- 高千穂鉄道TR-400形401[11]
- くま川鉄道KT200形201

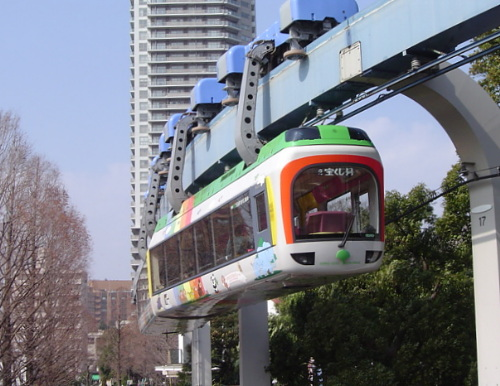
上野動物園モノレールの40形。前面上部に「宝くじ号」のロゴがある。
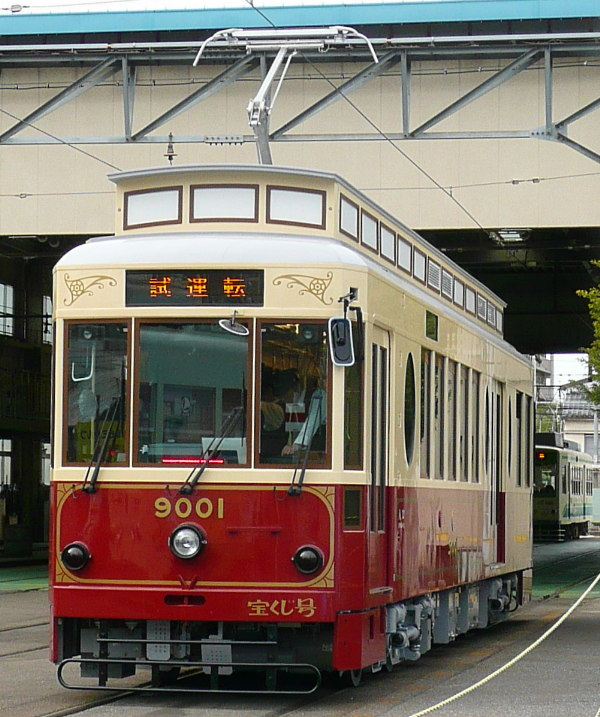
東京さくらトラム（都電荒川線）9000形9001
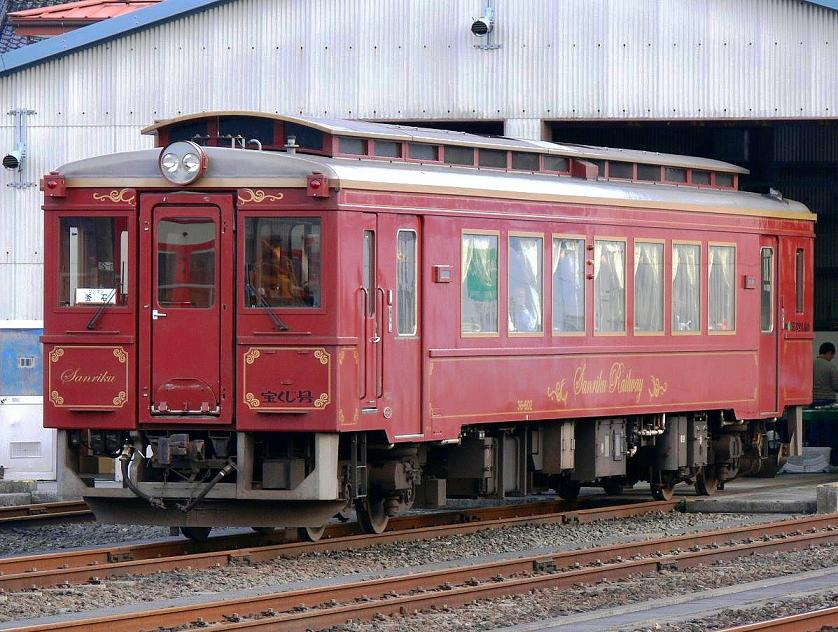
三陸鉄道36-601
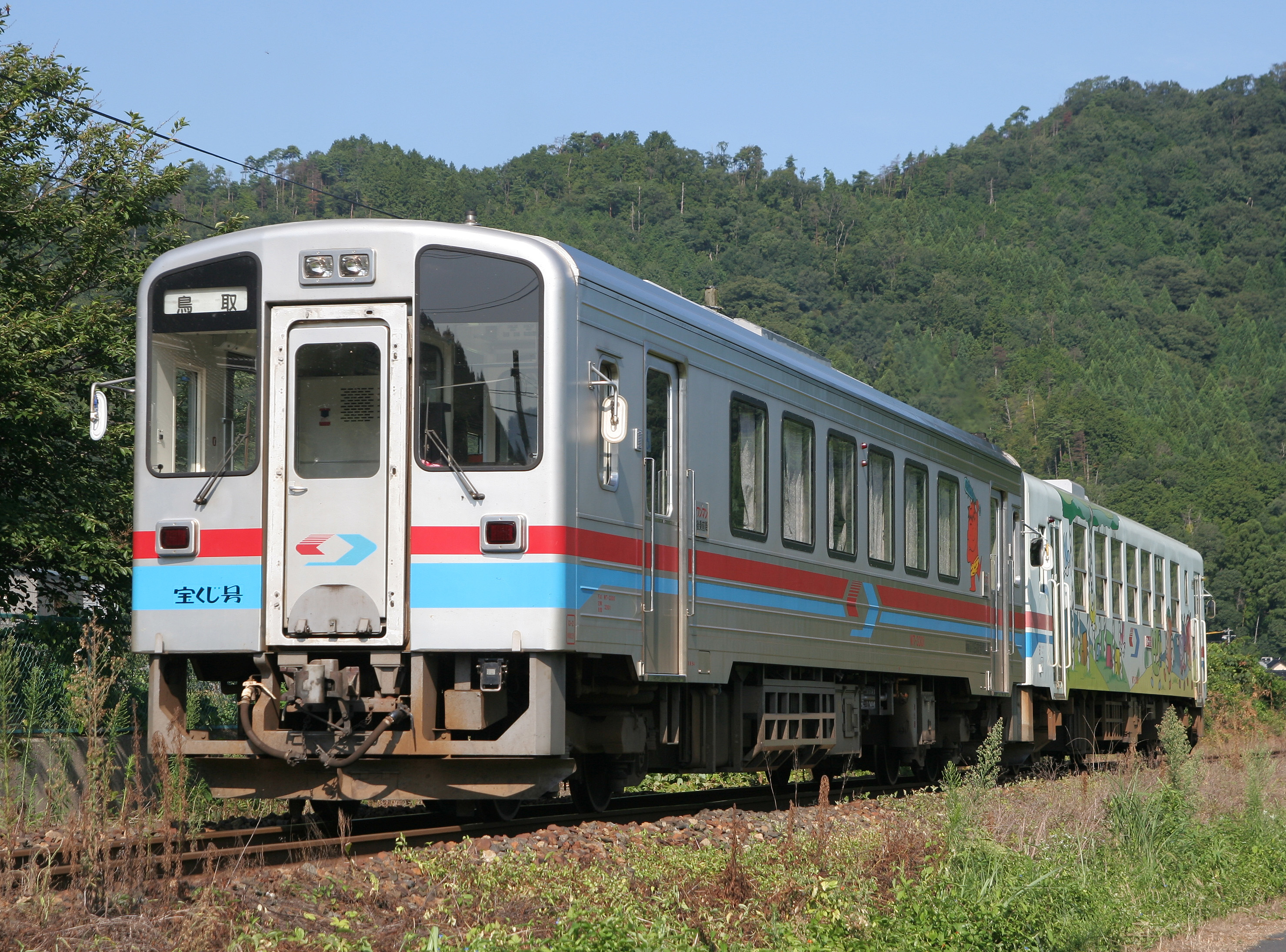
若桜鉄道WT3300形
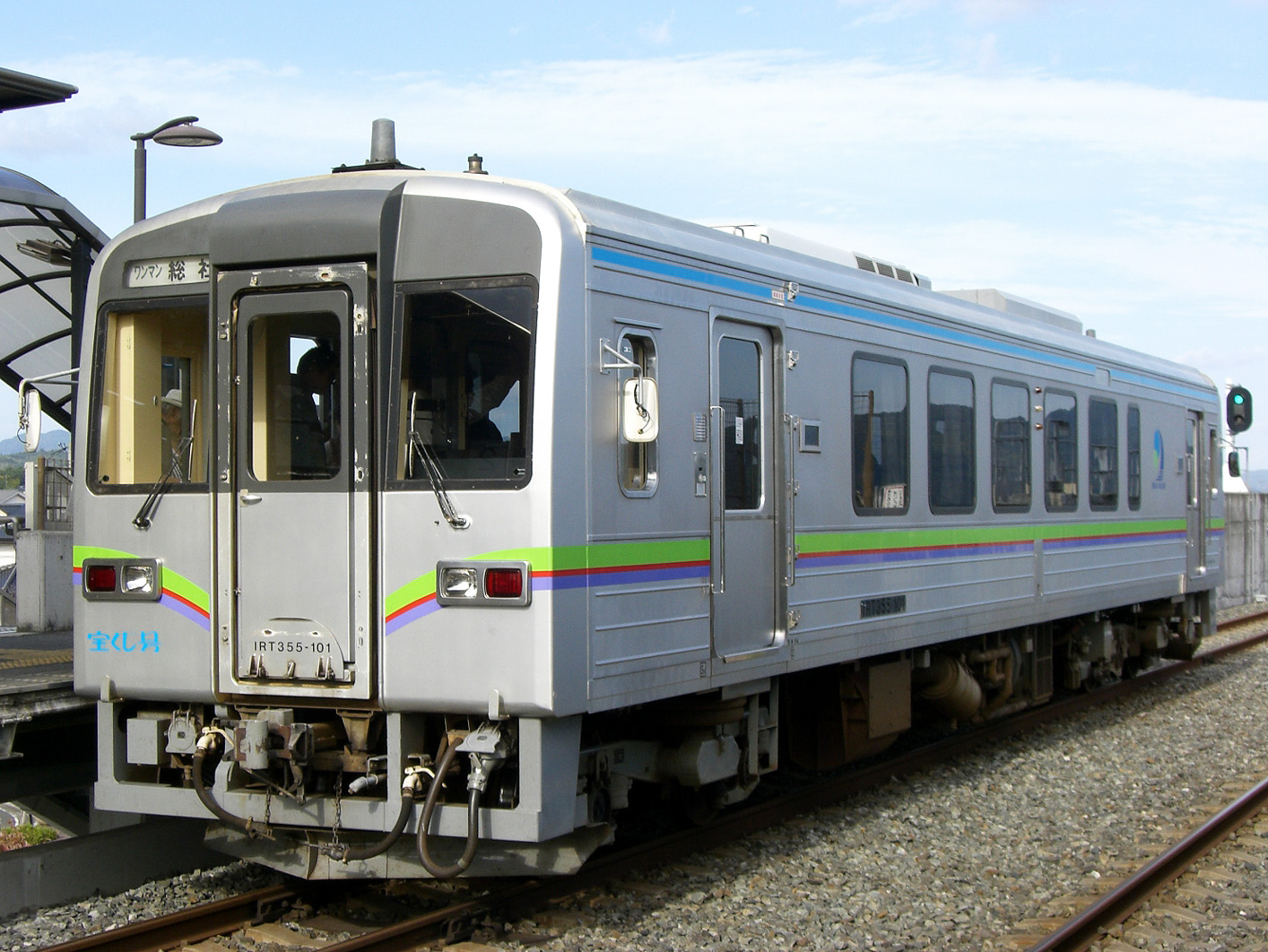
井原鉄道IRT355形100番台
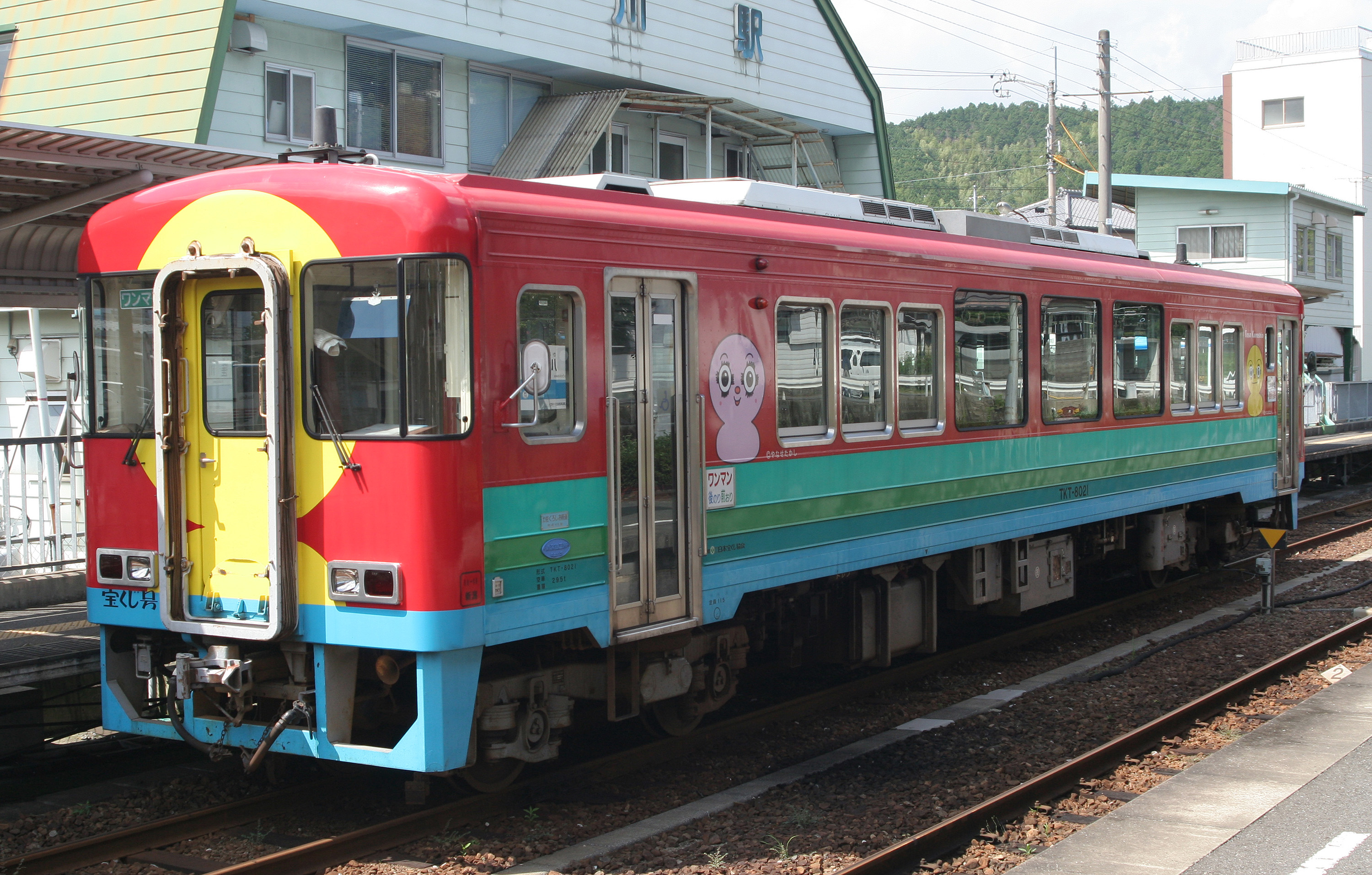
土佐くろしお鉄道8000形8021
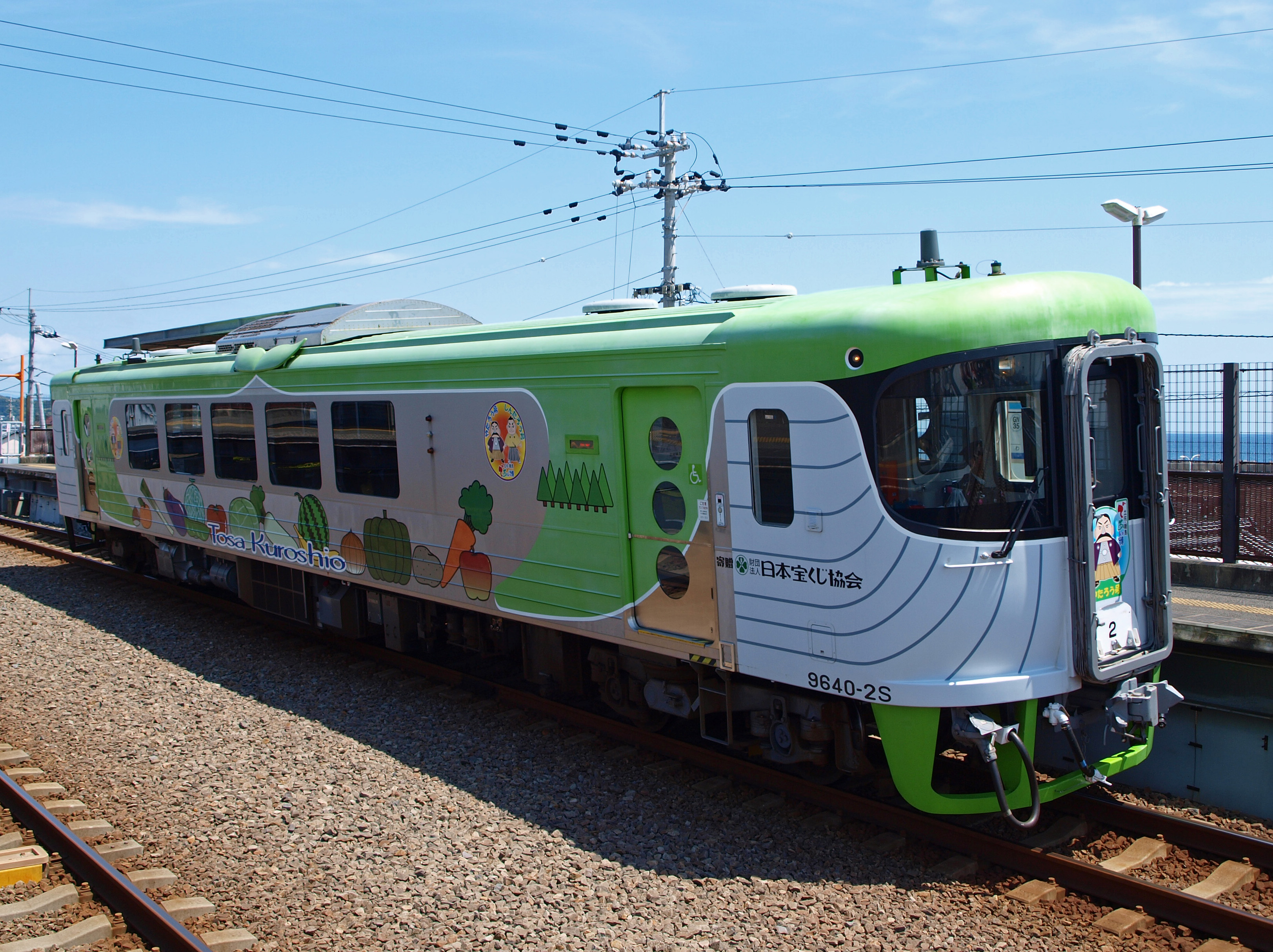
土佐くろしお鉄道9640形2S
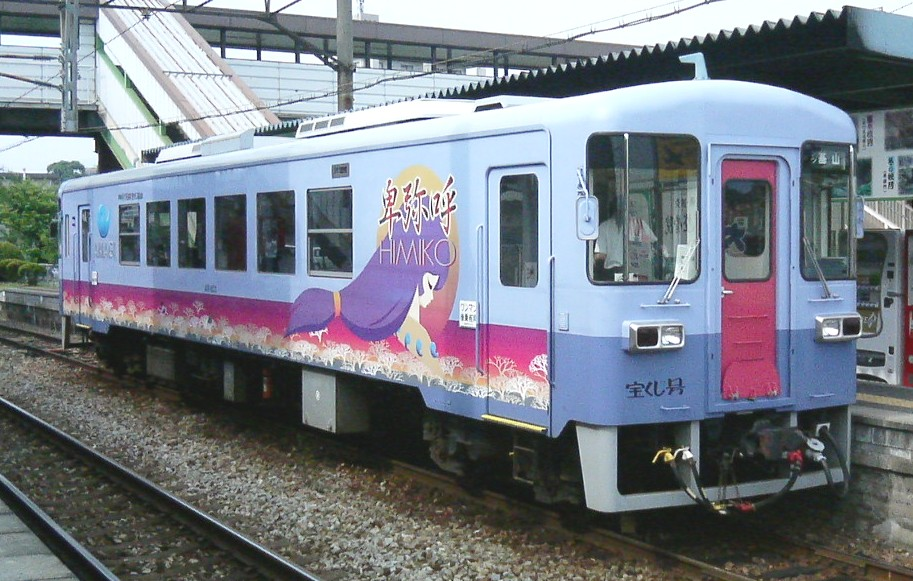
甘木鉄道AR400形
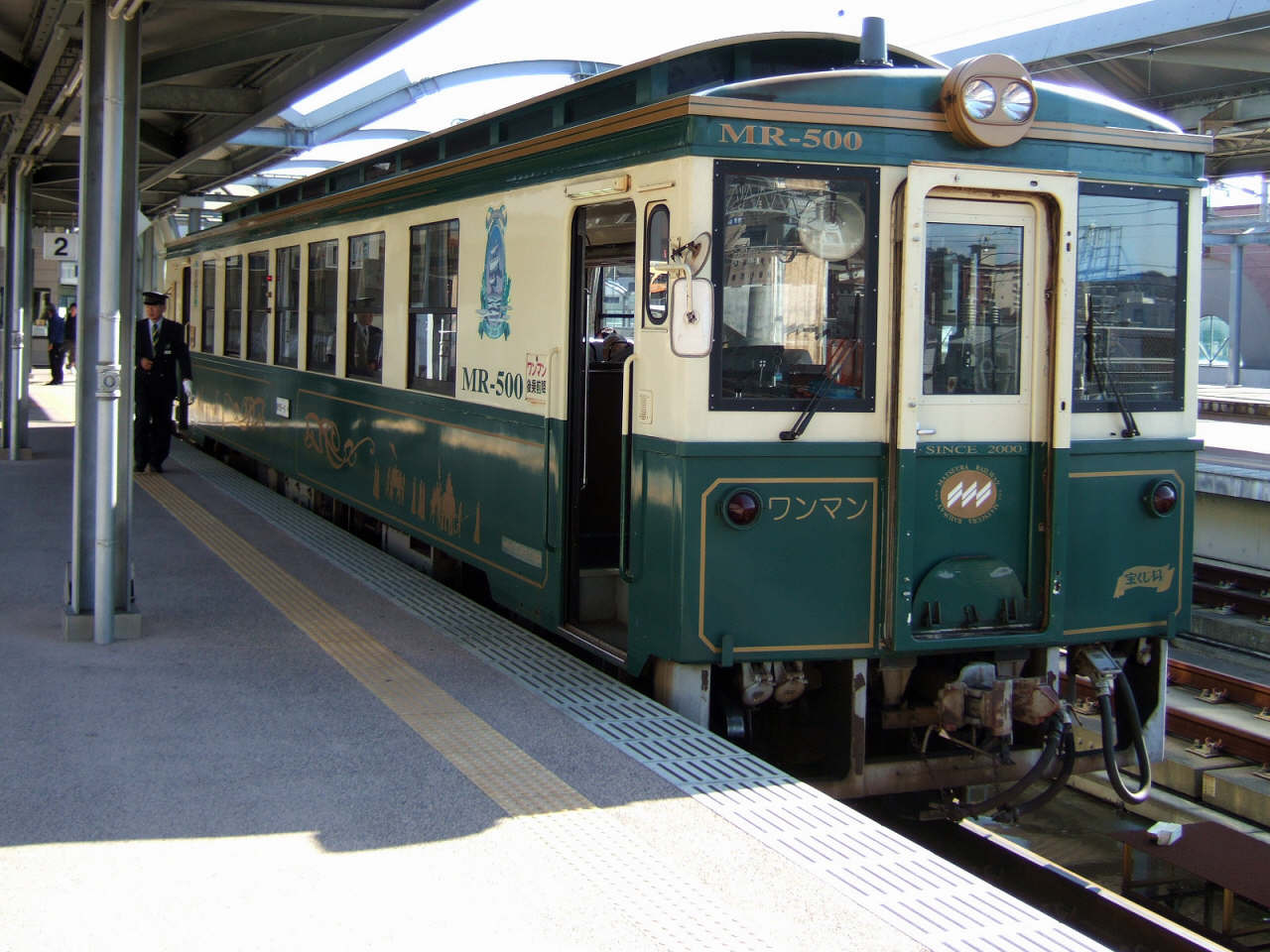
松浦鉄道MR-500形
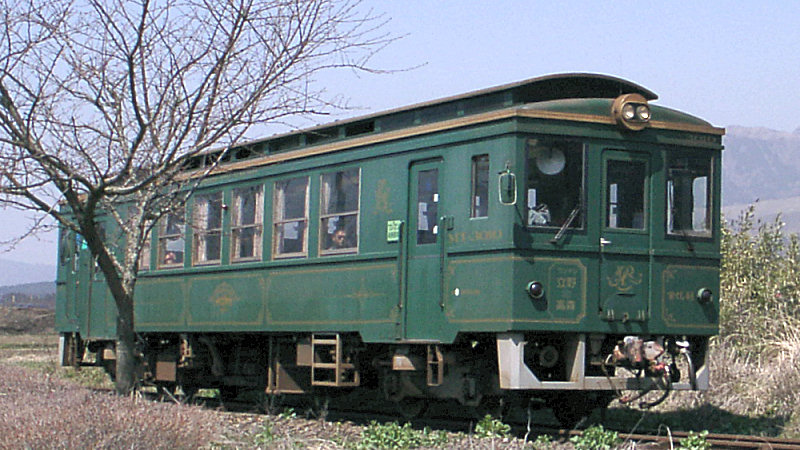
南阿蘇鉄道MT-3010
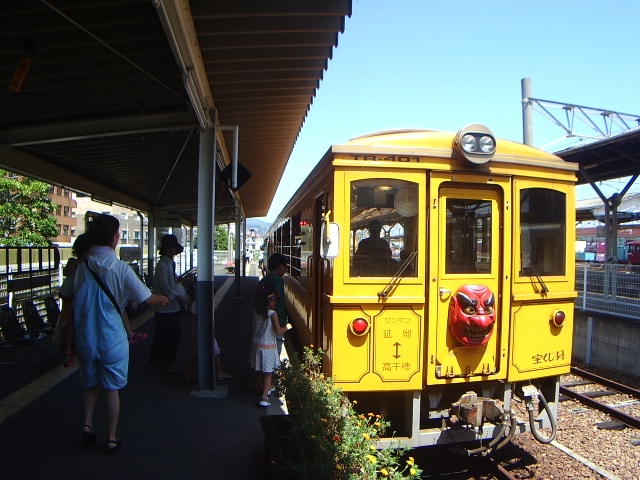
高千穂鉄道TR-401

### 書籍
- 寺田祐一『私鉄気動車30年』JTBパブリッシング、2006年。ISBN 4-533-06532-5。
- 徳田耕一『日本のパノラマ展望車』JTBパブリッシング、2012年。ISBN 4-533-08765-5。

### 雑誌記事
- 『鉄道ピクトリアル』通巻582号「新車年鑑1992年版」（1992年5月・電気車研究会）
  - 青山修治「阿佐海岸鉄道ASA100・200形」 pp. 143
- 『鉄道ピクトリアル』通巻660号「新車年鑑1998年版」（1998年10月・電気車研究会）
  - 南阿蘇鉄道（株）車務課 津留 恒誉「南阿蘇鉄道MT-3100形」 pp. 161
- 『鉄道ピクトリアル』通巻582号「新車年鑑1999年版」（1999年10月・電気車研究会）
  - 会津鉄道（株）運輸部 佐藤啓一「会津鉄道 AT300形」 pp. 111
- 『鉄道ピクトリアル』通巻708号「新車年鑑2001年版」（2001年10月・電気車研究会）
  - 若桜鉄道（株）運輸課長 川戸 稔功「若桜鉄道 WT3300形」 pp. 139
- 『鉄道ピクトリアル』通巻738号「鉄道車両年鑑2003年版」（2003年10月・電気車研究会）
  - 天竜浜名湖鉄道（株）運転課 村松 基安「天竜浜名湖鉄道 TH9200形」 pp. 156-157
  - 高千穂鉄道（株）運輸課 都甲 敏明「高千穂鉄道　TR-400形」 pp. 178
- 『鉄道ピクトリアル』通巻767号「鉄道車両年鑑2005年版」（2005年10月・電気車研究会）
  - 土佐くろしお鉄道（株）安芸運行本部運転車両課検修係 小松 和紀「土佐くろしお鉄道 ごめん・なはり線用9640形増備車（お座敷対応車）」 pp. 182-183
- 『鉄道ピクトリアル』通巻810号「鉄道車両年鑑2008年版」（2008年10月・電気車研究会）
  - 南阿蘇鉄道（株）鉄道部 津留 恒誉「南阿蘇鉄道 トロッコ列車新編成」 pp. 205-206

### Web資料
- “『広報ちょうかい』鳥海山ろく線「おばこ号」の新車両 まるで走る鳥海山! 今月31日から運行”.   由利本荘市 (2003年3月22日). 2017年2月14日閲覧。